# Oszkó
Oszkó é um município da Hungria, situado no condado de Vas. Tem 20,31 km² de área e sua população em 2015 foi estimada em 637 habitantes.